# メモリー効果
メモリー効果（メモリーこうか、memory effect、メモリ効果）とは、ニッケル・カドミウム蓄電池（ニカド電池）やニッケル・水素蓄電池などの二次電池に繰り返し継ぎ足し充電する事で起きる、放電中一時的に電圧が低下する現象である。メモリー効果の名は、継ぎ足し充電を開始した付近で顕著に起電力の低下が起こる（充電を開始した残量を「記憶」する＝memory）ことに由来する。

## 継ぎ足し充電
ニッケル・カドミウム蓄電池やニッケル・水素蓄電池のような二次電池における継ぎ足し充電とは、二次電池を最後まで（終止電圧まで）使い切ることなく充電すること。

## メモリー効果の影響
一時的な電圧降下により起電力が低下するとはいえ、放電させ続ければトータルでは容量はほぼ減少していない。しかし、単純に高い起電力を要求する機器や、起電力から残量を予想し動作を止める機器、二次電池の 『終了直前まで電圧を維持する特性』 に依存している機器では影響が大きい（それ以外の機器では、メモリー効果について考慮する必要はない）。
機器が必要とする電圧を早期に下回る（機器が停止する）場合、電池の容量が減少したように見える事から「容量が減る」「電池寿命が縮む」 と言われる事もあるが、これはメモリー効果の正しい説明ではない。

## リフレッシュ
二次電池を最後まで（終止電圧まで）放電してから充電する事をリフレッシュ（リフレッシュ充電）と呼ぶ。
メモリー効果は、リフレッシュにより概ね回復するが、放電させるために簡単なおもちゃや豆電球のような 「保護回路がない＝終止電圧を下回ってなお放電が続く機器」を使うことは過放電のリスクが高い。過放電してしまうと電池に回復しないダメージを与える。

### 備考
初期のレーサーミニ四駆ブームの頃は、小学館の学年別学習雑誌でも取り上げられていた為、ミニ四駆少年たちは軽負荷のモーターや豆電球を接続して放電させていた。のちにフルカウルミニ四駆ブーム到来時にはタミヤから放電器まで発売された。

## 対策

### 機器側での対策
近年では低電圧での動作ができる機器が増えてきたことで、ニッケル・カドミウム蓄電池の普及当初ほどメモリー効果の影響は大きくない。デジタルカメラのような高電圧を要求する機器は、専用のリチウムイオンバッテリーパックを提供するようになってきている。

### 電池の進化
もともとニッケル・水素蓄電池は、ニッケル・カドミウム蓄電池と比較するとメモリー効果は小さかった（それが長所の一つだった）。そして、2005年11月に発売となったeneloop（旧三洋電機の開発）はさらにメモリー効果の影響が小さくなっていた（従来型より電圧を高めているため）。
eneloopとEVOLTAを販売するパナソニックでは、メモリー効果はごく僅かであり通常の使用では影響が無いとしている。
eneloop が当初から「従来型のニッケル水素電池よりも電圧を引き上げ、メモリー効果を回避した」という技術的背景を明示しているのに対し、充電式EVOLTAは従来通り「ニッケル・カドミウム蓄電池よりメモリー効果に強い」と記されるにとどまっている。

### メモリー効果の影響が小さい電池
リチウムイオン二次電池
メモリー効果の影響はほぼ無い。
豊田中央研究所と海外の研究機関の論文(Sasaki, Ukyo & Novák 2013)にてリン酸鉄リチウム(LiFePO4)において、メモリー効果の発生が報告されている。
鉛蓄電池
鉛蓄電池では全くメモリー効果が生じない。

## リンク
- 充電式電池のメモリー効果とは？（メモリー現象とは？） - パナソニック